# سانت‌آپولیناره
سانت‌آپولیناره (به ایتالیایی: Sant'Apollinare) یک کومونه در ایتالیا است که در استان فروزینونه واقع شده‌است.
 سانت‌آپولیناره ۱۷٫۰ کیلومتر مربع مساحت و ۱٬۸۸۳ نفر جمعیت دارد و ۵۱ متر بالاتر از سطح دریا واقع شده‌است.